# Virtudes teologais

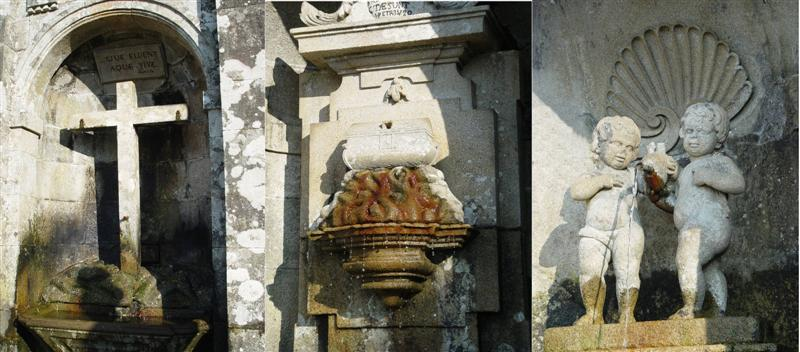
Esculturas alegóricas às 3 Virtudes no Bom Jesus, Braga.

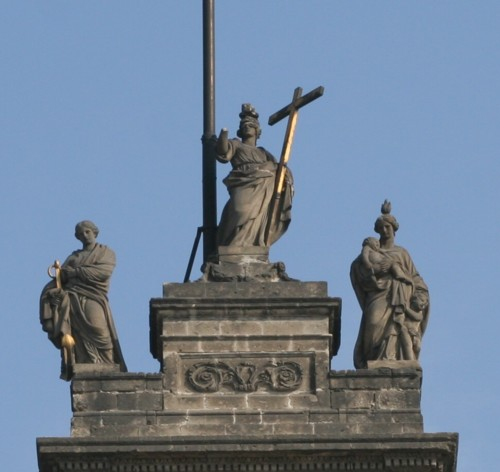
Fé, Esperança e Caridade. Esculturas de Manuel Tolsá na Catedral de México.

Segundo o Compêndio do Catecismo da Igreja Católica, as virtudes teologais "têm como origem, motivo e objecto imediato o próprio Deus. São infundidas no homem com a graça santificante, tornam-nos capazes de viver em relação com a Trindade e fundamentam e animam o agir moral do cristão, vivificando as virtudes humanas. Elas são o penhor da presença e da ação do Espírito Santo nas faculdades do ser humano".
No excerto bíblico 1.ª Coríntios 13:13, apresenta-nos a seguinte citação: "Agora, pois, permanecem a fé, a esperança e o amor, estes três, mas o maior destes é o amor". Num outro excerto bíblico "Gálatas 5:6", cita o seguinte: "a Fé actua pelo amor". 
As virtudes teologais existem como complemento às virtudes cardinais e são três:
- Fé: através dela, os cristãos creem em Deus, nas suas verdades reveladas e nos ensinamentos da Igreja, visto que Deus é a própria Verdade. Pela fé, "o homem entrega-se a Deus livremente. Por isso, o crente procura conhecer e fazer a vontade de Deus, porque «a fé opera pela caridade» (Gal 5,6)".
- Esperança: por meio dela, os crentes, por ajuda da graça do Espírito Santo, esperam a vida eterna e o Reino de Deus, colocando a sua confiança perseverante nas promessas de Cristo.
- Caridade (ou amor): por meio dela, "amamos a Deus sobre todas as coisas e ao próximo como a nós mesmos por amor de Deus. Jesus faz dela o mandamento novo, a plenitude da lei". Para os Católicos, a caridade é «o vínculo da perfeição» (Col 3,14), logo a mais importante e o fundamento das virtudes.[2] O Amor é também visto como uma "dádiva de si mesmo" e "o oposto de usar".[3]